# پس‌نوشته‌های فلسفی
پس‌نوشته‌های فلسفی (Philosophiske Smuler eller En Smule Philosophi) یا قطعات فلسفی یک اثر فلسفی مسیحی است که توسط فیلسوف دانمارکی سورن کی‌یرکگور در سال ۱۸۴۴ نوشته شده است. این کتاب دومین اثر از سه اثری بود که با نام مستعار یوهانس کلیماکوس نوشته شد. دو مورد دیگر باید به همه چیز شک کرد در ۱۸۴۱ و پایان‌نامه غیرعلمی پس‌نوشته‌های فلسفی در ۱۸۴۶ بودند.